# Reky Rahayu
Reky Rahayu (sinh ngày 8 tháng 5 năm 1993) là một cầu thủ bóng đá người Indonesia hiện tại thi đấu cho Persebaya Surabaya ở Liga 1 ở vị trí Thủ môn.

## Sự nghiệp

### Persita Tangerang
Năm 2013, Reky ký hợp đồng với Persita Tangerang. Reky có màn ra mắt sau khi được đẩy lên đội chính Persita Tangerang trước Persib Bandung ở Indonesia Super League 2013. Và ở mùa giải 2017, anh trở lại gia nhập Persita Tangerang.

### Persija Jakarta
Vào tháng 2 năm 2016, Reky ký bản hợp đồng 1 năm với Persija Jakarta để thi đấu ở Indonesia Soccer Championship A 2016.

### Arema
Ngày 16 tháng 1 năm 2018, anh chính thức ký hợp đồng với Arema FC.